# Руска пушка модел 1845
Руска мускета модел 1845 (позната у Србији просто као руска пушка), руска мускета капислара из средине 19. века. Преправљена (изолучена) верзија позната као Руска пушка модел 1845/63 била је у широкој употреби у српској војсци 1863–1878.

## Историја

### Српска војска 1830-1856
Кнежевина Србија је после Другог српског устанка (1815) стекла аутономију од Османског царства и званично је постала османска вазална држава под руским протекторатом 1830. Прве српске регуларне војне јединице формирао је кнез Милош Обреновић 1825. године, формално као полицијску јединицу звану Уписни пандури, како се не би изазивале турске власти. Најпре је било 12 чета (1.147 људи) ових најамника, познатих и под именом солдати. Године 1830. Србији су Османлије званично дозволиле да формира војску, а до 1838. Србија је имала 2.417 професионалних војника стајаће војске, наоружаних и униформисаних на европски начин, које су обучавали бивши аустријски и руски официри. Нова српска влада је 1839. године (после изгнанства кнеза Милоша) привремено распустила регуларну војску, али је већ 1845. поново формирана под називом Гарнизоно воинство: постојала су 2 батаљона пешадије ( 8 чета, 2.010 људи), једна артиљеријска јединица (250 људи) и један ескадрон коњице (208 људи), са официрима укупно 2.529 људи.
Како је регуларна војска била премала да заштити земљу од својих моћних суседа (Аустрије и Отоманског царства), током кризе у време Мађарске револуције 1848. године, када је Србија непосредно запретила аустријска инвазија, српска влада је прибегла регрутацији свих људи способних за војну службу, такозвана Народна војска. У то време Србија је (на папиру) могла да подигне 94.000 људи (од чега 16.000 коњаника), са још 40.000 у резерви, али није било довољно оружја ни хране за толико бораца. Од регрута се очекивало да обезбеде сопствено оружје и одећу, примајући само храну и муницију од владе. У стварности, ни половина њих није имала исправне пушке, углавном старе мускете кремењаче турске и аустријске производње.

### Руске пушке у Србији
Србија је 1856-1858. увезла из Белгије првих 7.000 модерних пушака капислара (белгијски штуц): 1858. падом проаустријске владе кнеза Александра Карађорђевића аустријска влада је одмах забранила сваки даљи транспорт оружја за Србију.
Године 1858. кнез Милош Обреновић се вратио на власт у Србији уз подршку Француске и Русије, незадовољних проаустријском политиком српске владе. Његов син и наследник, кнез Михаило (владао 1860–1867), водио је веома амбициозну спољну политику, усмерену на ослобођење свих јужнословенских народа. Кнез Михаило је 1861. године основао Министарство војно (предвођено француским пуковником Иполитом Монденом), удвостручио редовну војску (на 3.529 људи) и прогласио оснивање српске Народне војске, у коју су регрутовани сви способни мушкарци у Србији од 20 до 50 година на обавезну војну службу. Народна милиција је била подељена на Прву (мушкарци млађи од 35 година) и Другу класу, организоване у територијалне батаљоне (62 на броју) и пукове (17, по један у сваком округу). Било је и 17 ескардона коњице, 17 пионирских јединица од по 60 људи и 6 артиљеријских батерија (1.200 људи). Војна служба је била бесплатна, а од војних обвезника се очекивало да сами обезбеде своје оружје и одећу. Српска народна милиција је 1862. постојала само на папиру: мање од половине народних војника имало је исправне пушке. Међутим, 1863. Србија је из Русије добила око 31.000 (или 39.200) старих мускета (руске мускете модел 1845): ове мускете су у Крагујевцу преправљене (изолучене) у пушке и постале су стандардно оружје српске Народне војске.

### Употреба у рату
До почетка српско-турских ратова (1876-1878), када је српска народна војска први пут ступила у борбу, пушке спредњаче постале су застареле, пошто су све европске државе након аустријско-пруског рата (1866) убрзано увеле модерније пушке острагуше са сједињеним металним мецима као основно наоружање својих армија, које су имале 2-4 пута већу брзину паљбе (6—12 метака у минуту) од спредњача  (2-3 метка у минуту). Тако су основно оружје турске војске од 1867. постале пушке Снајдер-Енфилд, увезене из Велике Британије, док су елитне јединице биле наоружане још бољим, брзометним пушкама Винчестеркама са 12 метака у магацину, увезеним из САД. Суочена са брзим наоружавањем противника, српска влада покушала је да модернизује наоружање српске војске, увођењем нових пушака система Грин (од 1867) и Пибоди (од 1870): међутим, до почетка рата 1876. број нових пушака острагуша у српској војсци није био већи од 55.000, што једва да је било довољно за наоружање стајаће војске и прве класе народне војске. Друга класа народне војске ушла је у рат против Турака наоружана застарелим руским спредњачама.
У својим мемоарима, војвода Живојин Мишић, који се борио у рату као официр Ваљевске бригаде друге класе, наводи да су руске пушке, дуге као мотке, биле највећи проблем српске војске у рату. Осим веома спорог и компликованог пуњења (барут и кугла сипали су се у уста цеви и набијали шипком, мало барута се сипало у чанак као припала, затим се на сисак цеви постављала каписла), ове пушке морале су се пунити у стојећем ставу, што је српске војнике излагало хицима противника, који је своје пушке острагуше удобно могао пунити лежећи у заклону: тако су губици српске стране у свим биткама на отвореном пољу, поготово у нападима на турске положаје, били несразмерно већи, пошто су српски војници сваки пут морали да устану из заклона како би напунили пушке. Војвода Мишић осуђује превелику штедњу српске владе, која је послала војнике у рат не наоружавши их модерним оружјем, и наводи да су се многи војници кајали што о свом трошку (продавши пар волова) нису купили острагуше.
У својим сећањима на рат, Пера Тодоровић, који је као обичан војник учествовао у бици код Адровца, наводи да су српски војници друге класе веома успешно користили ове пушке при одбрани шанца од турских напада, тако што је половина војника пунила пушке, а најбољи стрелци су непрестано пуцали. Чак и тако, јасно се види да је у најбољем случају једва половина војника могла да одржи непрекидну ватру, док би са пушкама острагушама то могли сви.